# دراسات التنمية
دراسات التنمية هي فرع متعدد التخصصات من العلوم الاجتماعية التي تتناول القضايا التي تهم البلدان النامية.وقد وضعت على مدى التاريخ تركيز خاص على القضايا المتصلة بالتنمية الاجتماعية والاقتصادية، ومدى ملاءمتها لذلك قد يمتد إلى المجتمعات المحلية والمناطق خارج العالم النامي.
جمعية التنمية للدراسات تشكل مصدرًا رئيسيًا للمعلومات بالنسبة للبحث والدراسة في دراسات التنمية في المملكة المتحدة وأيرلندا. مهمتها هي ربط وتشجيع العاملين على تطوير الأبحاث.
وتقدم دراسات التنمية على درجة الماجستير المتخصصة في عدد من الجامعات، وأقل شيوعا، على درجة البكالوريوس. وقد نمت شعبية باعتبارها موضوعا للدراسة منذ أوائل التسعينيات، وكانت تدرس على نطاق واسع، ومعظم الأبحاث في العالم الثالث وفي البلدان ذات التاريخ الاستعماري، مثل المملكة المتحدة، حيث نشأت دراسات التنمية.
طلاب دراسات التنمية غالبا ما يختاروا وظائف في المنظمات الدولية مثل الأمم المتحدة أو البنك الدولي، والمنظمات غير الحكومية والشركات الخاصة للاستشارات قطاع التنمية، ومراكز الحوث.

## تخصصات دراسات التنمية
- مجال الدراسات
- علم السكان
- تطوير وسائل الاتصال
- نظرية التنمية
- الأمن البشري
- دراسات المرأة
- التركيبة السكانية
- دراسات الهجرة
- علم البيئة
- تربية
- السياسة الاجتماعية
- الصحة العامة
- هندسة

## تاريخ
جزء كبير من سبب ظهور دراسات التنمية كفرع أكاديمي في النصف الثاني من القرن العشرين هو تزايد القلق حول التوقعات الاقتصادية للعالم الثالث بعد الاستعمار. في فترة ما بعد الحرب مباشرة، نشأت اقتصاديات التنمية، وهو فرع من علم الاقتصاد، من الدراسات السابقة في مجال الاقتصاد الاستعماري. منذ 1960s، ورأى عدد متزايد من الاقتصاديين في مجال التنمية أن الاقتصاد وحده لا يمكن معالجة مثل هذه القضايا تماما مثل 
الفعالية السياسية، وتوفير التعليم. دراسات التنمية نشأت نتيجة لهذا، وتهدف في البداية إلى دمج الأفكار في السياسة والاقتصاد. منذ ذلك الحين، أصبح موضوعا متعدد التخصصات وبشكل متزايد، وتشمل مجموعة متنوعة من المجالات العلمية الاجتماعية.
يعتبر عادة عصر التطور الحديث قد بدأ مع خطاب التنصيب لهاري ترومان في عام 1949. في النقطة الرابعة من خطابه، مع الإشارة إلى أميركا اللاتينية والدول الفقيرة الأخرى، وقال انه "للمرة الأولى في التاريخ، تمتلك الإنسانية المعرفة والمهارة لتخفيف معاناة هؤلاء الناس. 
ولكن منذ ذلك الحين دراسات التنمية أصبح لها ايضاهتام في الدروس المستخلصة من تجارب التنمية في الماضي من الدول الغربية.
في الآونة الأخيرة، مع ظهور مصطلح الأمن البشري - منهج جدبد الهدف منه فهم ومعالجة التهديدات الأمنية العالمية- قد أدى إلى اعتراف متزايد للعلاقة بين الأمن والتنمية. الأمن الإنساني يجادل بأن عدم المساواة وانعدام الأمن في دولة واحدة أو منطقة تكون له عواقب بالنسبة للأمن العالمي، وأنه بالتالي من مصلحة جميع الدول التصدي لقضايا التنمية الأساسية. هذه العلاقة مع دراسات الأمن البشري ليست سوى مثال واحد على الطابع المتعدد التخصصات لدراسات التنمية.